# David Iornos
David Iornos ist ein ehemaliger nicaraguanischer Radrennfahrer.

## Sportliche Laufbahn
Iornos war im Straßenradsport aktiv und Teilnehmer der Olympischen Sommerspiele 1976 in Montreal. Im Mannschaftszeitfahren kam Nicaragua mit David Iornos, Hamblin González, Manuel Largaespada und Miguel Espinoza auf den 27. und damit letzten Rang. Das olympische Straßenrennen beendete er nicht. 